# В изоляции (мини-сериал)
«В изоляции» (англ. The Chosen Ones, швед. De utvalda) — шведский мини-сериал 2020 года в жанрах фантастика, триллер. Главные роли в нём исполнили Фрида Густавссон, Фелисе Янкелль и Эми Даймонд.
Премьера состоялась на телеканале SVT Play (Швеция) в январе 2020 года. В России сериал вышел на цифровых платформах 19 мая.

## Сюжет
Молодые девушки оказываются запертыми в особняке в разгар эпидемии неизвестного вируса. Выясняя подробности своего заточения, они узнают, что стали участниками страшного медицинского эксперимента. Теперь от них зависит не только собственное выживание, но, возможно, и судьба всего человечества.

## В ролях
- Фелисе Янкелль — Корнелия
- Фрида Густавссон — Алекс
- Эми Даймонд — Луиз
- Астрид Морберг — Молли
- Лоа Эк — Ким
- Тинд Сонеби — Рита

## Маркетинг
Локализованный трейлер сериала был опубликован в сети 16 мая 2020 года.